# 長尾吻鰩
長尾吻鰩（學名：Rhinoraja longicauda），為軟骨魚綱鰩目單鰭鰩科吻鰩屬的一種，分布於西北太平洋日本及俄羅斯海域，深度300至1000公尺，本魚吻寬闊且鈍，幼魚呈灰綠色，背部有褐色，成魚為深褐色至灰色，體長可達60公分，棲息在深海軟底質海域，為底棲性魚類，屬肉食性，卵生, 卵囊為長方形具有堅硬的觸角，生活習性不明。